# Маркес, Карл
Карл Маркес (нем. Karl Markees; 10 февраля 1865, Кур — 4 декабря 1926, Берлин) — немецкий скрипач и музыкальный педагог швейцарского происхождения.
Учился в музыкальной школе в Биле, затем с 1881 г. в Берлинской Высшей школе музыки, преимущественно у Эммануэля Вирта, но также и у Йозефа Иоахима. Играл в Берлинском филармоническом оркестре, гастролировал как солист, выступал как вторая скрипка в квартетах под руководством Иоганна Крузе и Карла Халира.
Наиболее известен как педагог, с 1889 г. ассистент Иоахима, с 1900 г. профессор Берлинской Высшей школы музыки. Среди учеников Маркеса, в частности, занимавшийся у него в 1892 г. Бронислав Губерман, Ричард Бургин и др. Автор учебного пособия «К ежедневным техническим упражнениям для скрипки» (нем. Beiträge zu täglichen technischen Studien für Violine).